# Onde reggae
Onde reggae è il terzo album in studio del gruppo musicale italiano Ottavo Padiglione, pubblicato nel 1999.

## Il disco
Con Onde Reggae (EDEL 1999) gli Ottavo Padiglione, affiancandosi a Dennis Bovell, virano verso sonorità reggae.
ll brano Hawaii da Shanghai è dedicata alla memoria di Alessandro Minuti, l’ex bassista scomparso qualche tempo prima.

## Tracce
1. In vacanza (feat. Francesca Sandroni) – 4:30
2. Un bimbo sul leone – 3:03
3. New England (A non so dove) – 3:22
4. Piove – 3:16
5. Storie assurde – 3:14
6. Un anno d'amore – 3:23
7. Canzone Truce – 3:09
8. The Guns of Brixton (Dove te ne vai) – 3:32
9. Oh mama oh papà – 3:55
10. Una giornata al mare – 3:12
11. Dimmi che nome hai – 3:30
12. Notte di luna calante – 4:07
13. Hawaii da Shangai – 3:20

## Formazione
- Bobo Rondelli